# Litchfield Park
Litchfield Park – miasto w Stanach Zjednoczonych, w stanie Arizona, w hrabstwie Maricopa.